# SN 2006ft
SN 2006ft – supernowa typu Ia odkryta 28 sierpnia 2006 roku w galaktyce A003150-0022. W momencie odkrycia miała maksymalną jasność 21,30m.